# Мосамедиш
Мосамедиш (на португалски: Moçâmedes; от 1985 до 2016 г. – Намибе, на португалски: Namibe) е град в Югозападна Ангола, на брега на Атлантическия океан. Основан е през 1840 г.
Столица е на Провинция Намибе. Населението, според данните от 2004 г., е приблизително 133 000 души.
Климатът в Мосамедиш е хладен и сух, а растителността е пустинна. Градът е едно от трите главни пристанища на Ангола (заедно с Луанда и Лобито) и има свое собствено летище.